# NGC 1015
NGC 1015 este o galaxie spirală barată situată în constelația Balena. A fost descoperită în 27 decembrie 1875 de către Ernst Wilhelm Tempel. Se află la o distanță de 36,3 de megaparseci de Pământ.